# Paul Wiesand
Paul Alfred Wiesand (* 6. Oktober 1836 in Jeßnitz bei Bautzen; † 6. Juni 1901 in Marienbad) war ein deutscher Reichsgerichtsrat.

## Leben
Im Jahr 1855 legte er das Abitur an der Dresdner Kreuzschule ab und begann in Leipzig Jura zu studieren. Er wurde promoviert. Wiesand war evangelisch. Im Jahr 1859 wurde er auf den sächsischen Landesherrn vereidigt und war ab 1872 als Staatsanwalt tätig. Im folgenden Jahr wurde er zum Gerichtsrat ernannt, war jedoch ab 1874 erneut als Staatsanwalt tätig. Wiesand wurde 1879 zum Landgerichtsdirektor ernannt und wurde fünf Jahre später Oberlandesgerichtsrat. Im Jahr 1892 kam er an das Reichsgericht. Er war im III. Strafsenat tätig und trat 1898, unter Beibehaltung seines Titels als kaiserlicher Reichsgerichtsrat a. D. (außer Dienst) in den Ruhestand. Er wohnte zuletzt in Dresden in der Radeberger Vorstadt in der Radeberger Straße 47.
Wiesand war Mitglied der IKV. Er verstarb 1901 in Marienbad und wurde auf dem Inneren Neustädter Friedhof in Dresden beigesetzt.

## Auszeichnungen (Auswahl)
- Ritterkreuz 1. Klasse des königlich-sächsischen Zivilverdienstordens
- Königlich-preußischer Roter Adlerorden 3. Klasse mit der Schleife
- Komturkreuz 2. Klasse des königlich-sächsischen Albrechts-Ordens